# Taxiphyllum pilosum
Taxiphyllum pilosum là một loài Rêu trong họ Hypnaceae. Loài này được (Broth. & M. Yasuda) Z. Iwats. miêu tả khoa học đầu tiên năm 1963.